# Yves Ngongang
Yves Ngongang (* 22. September 1977 in Kamerun) ist ein ehemaliger kamerunischer Fußballnationalspieler.
Ngongang spielte u. a. für Cotonsport Garoua und bestritt drei Länderspiele für die kamerunische Nationalmannschaft. 2001 ging er nach Deutschland und wurde von Fortuna Düsseldorf verpflichtet. In den folgenden Jahren war er überwiegend bei Oberligavereinen aktiv, unter anderem beim Rheydter SV, GFC Düren 09, dem FC Junkersdorf und SV Bergisch Gladbach 09. Der 1,90 m große Innenverteidiger, der mittlerweile auch die deutsche Staatsangehörigkeit besitzt, spielte zuletzt 2013 für den Landesligisten TuS Grevenbroich.